# Luis Ignacio Rosselot

Luis Ignacio Rosselot Bert (Viña del Mar, Región de Valparaíso, 1 de enero de 1976) es un piloto de automovilismo chileno. Durante su carrera, ha destacado especialmente en competiciones de rally, siendo campeón nacional del Rally Mobil en seis ocasiones en tres categorías distintas (N4, N3 y N2).

## Trayectoria
Luis Ignacio Rosselot proviene de una familia tuerca de la quinta región de Chile. Su padre Gerardo Rosselot Mujica participó en el Trofeo Nissan Sunny en 1990 donde obtuvo buenos resultados, y es dueño del Team Rosselot Rally. Sus hermanos Gerardo Rosselot Bert, Emilio Rosselot Figueroa y Tadeo Rosselot Figueroa también son pilotos de rally, al igual que su sobrino Gerardo Rosselot Valenzuela.
Luis Ignacio comenzó su trayectoria deportiva participando en pruebas del campeonato nacional de Motocross, después de varias temporadas en el cuerpo, decide entrar a las competencias de automovilismo en un par de carreras de la temporada 1997 de la Fórmula 3 Chilena, en 1998 cuando hace de copiloto en el Rally del Pacífico, su padre le pide pilotear el auto y así comienza a ganar kilómetros para ser uno de los pilotos más destacados del Rally en Chile. 
Su primer título lo obtiene en la temporada 2000 del Rally Mobil en la categoría N2 a bordo de un Mitsubishi Lancer, ganando 7 de 8 carreras bajo el equipo 123 Entel-Team Rosselot, ganando de manera invicta el campeonato y obteniendo el 1-2 para el equipo junto a su hermano Gerardo. además, participa en el campeonato sudamericano de Rally en la categoría A6 donde obtiene el segundo lugar en la fecha en Cochabamba, Bolivia (corriendo en un auto con preparación N2) y se impone en la fecha de Puerto Montt, Chile, después del volcamiento de su más empecinado rival, Luis Tedesco de Brasil, al final, en la última fecha, el rally del Atlántico en Uruguay, se definiría todo a favor del brasileño y Luis Ignacio se queda con el subcampeonato del certamen sudamericano.
En 2001 se convierte en el primer campeón de la categoría N3 de la historia en el Rally Mobil a bordo de un Nissan Primera, con su hermano Gerardo obtienen sendos campeonatos tanto en la N3 como en la N2 respectivamente, en esta temporada se alza también con la corona del campeonato sudamericano de rally en la categoría A6 a dos fechas de concluir el campeonato. 
en 2002 vuelve a participar en la categoría N3 hasta la temporada siguiente, en el ámbito sudamericano, participa en la categoría N4, pero en esta temporada se recuerda por un lamentable accidente ocurrido cuando disputaba el rally de Bolivia, en donde da muerte a una niña de 12 años que había cruzado imprudentemente la ruta cuando Rosselot iba pasando a bordo de su Mitsubishi Lancer EVO 6. 
en 2004 debuta en la N4 cuando la categoría es modificada en su reglamento para ser aceptados los Mitsubishi Lancer Evolution, aquí debuta en un flamante Lancer Evolution VIII el cual va dominando paulatinamente, en 2005 participa en el campeonato mundial de Rally en la categoría del Grupo N, donde su mejor carrera fue en el rally de Argentina.
En 2006, gracias a los kilómetros ganados en su participación en el mundial, se alza con el título de la N4 en el Rally Mobil, obteniendo así sus títulos en distintas categorías, ganando a su más duro rival, Jorge Martínez Fontena en la última fecha disputada en Casablanca, título que repetiría en 2010 y 2013, todas bajo el equipo Mitsubishi-Team Rosselot.
En 2014 comienza a participar en las competencias del Baja Chile a bordo de un Mitsubishi Montero para así ganar experiencia y que en un futuro participe en las pruebas del Dakar y en 2015 participa en la categoría R3 y en 2016 vuelve a alzarse con el título de campeón en la N4, siempre en el Rally Mobil.
En el año 2015 y 2016 se corona campeón chileno de la modalidad rally cross country, participando en el Baja Atacama Chile.
En 2018, comienza a participar en la categoría R5 a bordo de un Mitsubishi Mirage.